# Novy Oerengoj
Novy Oerengoj (Russisch: Новый Уренгой, Novy Oerengoj) is een stad in het autonome district Jamalië binnen de Russische oblast Tjoemen in het noorden van West-Siberië. De stad ligt aan de westeroever van de rivier de Jevo-Jacha (zijrivier van de Poer). Novy Oerengoj ligt op 60 kilometer ten zuiden van de noordpoolcirkel en 450 kilometer ten oosten van Salechard. Bij de stad ligt het gasveld Oerengoj, het grootste aardgasveld van Rusland.

## Geschiedenis
Van 1947 tot 1953 werd in opdracht van Jozef Stalin gewerkt aan de aanleg van de Poolcirkelspoorlijn tussen Salechard en Igarka door tienduizenden mensen, waarvan ongeveer 80% bestond uit Goelagdwangarbeiders. Station Jagelnaja op de plek van het huidige Novy Oerengoj was hierbinnen onderdeel van "project 501", dat als een van de laatste zou worden aangelegd door de arbeiders, die 918 kilometer verderop vanuit Salechard waren begonnen. Door de dood van Stalin in 1953 werd de bouw aan de spoorlijn echter afgebroken en het spoor rond Jagelnaja aan zijn lot overgelaten.
In de jaren 60 kwamen seismografen naar de plaats om boringen te doen naar aardgas en aardolie: In januari 1966 vestigden de seismografen zich in de oude barakken van een van de tijdelijke Goelagkampen van "project-503" (dat destijds vanuit Igarka was begonnen) en op 6 juni 1966 werd de eerste boring in het gasveld verricht, waarmee het grootste gasveld van de Sovjet-Unie en het op een na grootste ter wereld op de kaart werd gezet; het gasveld Oerengoj. Op 22 september 1973 werd een symbolische piket in de grond gestoken met de naam Novy Oerengoj ("Nieuw-Oerengoj"), ter onderscheid van de plaats Oerengoj en de bestaande plaats aan de overzijde van de Jevo-Jacha, dat nu Stary Oerengoj ("Oud-Oerengoj") wordt genoemd. Op 13 december 1973 arriveerde de eerste lading constructiewerkers voor de bouw van de stad. Op 19 juni 1975 werd het eerste operationele boorgat opgestart en kreeg de plaats de status van nederzetting met stedelijk karakter. Op 17 april werd begonnen met een nieuwe spoorverbinding tussen Soergoet en Novy Oerengoj.
De nederzetting ontwikkelde zich in rap tempo en op 16 juni 1980 kreeg het reeds de status van stad. In 1986 woonden er reeds 72.000 mensen en in 1989 waren er 93.200. In 1983 kwam de 4451 kilometer lange Jamal-Europapijpleiding van Oerengoj via Pomary (Mari El) naar Oezjhorod (Oekraïense SSR) gereed, voor het vervoer van het gas naar West-Europa, die vanaf 1984 werd gebruikt.
In 2005 werden de nederzettingen met stedelijk karakter Korottsjajevo (6.998 inwoners in 2002) en Limbjajacha (2.815 inwoners in 2002) bestuurlijk onderdeel van de stad, nadat de bewoners middels een referendum in september 2004 hadden aangegeven dit te willen, waardoor het aantal inwoners steeg tot boven de 100.000. Volgens de volkstelling van 2002 zouden 104.500 mensen onder het bestuur van de stad vallen, waardoor Novy Oerengoj de grootste stad van Jamalië is geworden en Nojabrsk voorbij heeft gestreefd.

## Economie en transport
De belangrijkste bedrijven in de stad worden gevormd door enkele van de belangrijkste dochterondernemingen van Gazprom: Oerengojgazprom (Уренгойгазпром) en Jamboerggazdobytsja (Ямбурггаздобыча), die samen 74% van al het gas van Rusland in handen hebben. Voor het drillen van nieuwe boorgaten is het bedrijf Tjoemenboergaz actief.
Novy Oerengoj heeft een eigen luchthaven. Novy Oerengoj heeft spoorverbindingen met de steden Nojabrsk, Soergoet en Tjoemen in het zuiden en Nadym in het westen. Naar het noorden toe loopt een spoorlijn naar de werknederzetting Jamburg. Naar het plaatsje Tazovski in het noorden loopt alleen een weg.

## Onderwijs
In de stad bevinden zich afdelingen van de Staatsuniversiteit van Tjoemen, de Universiteit van Tjoemen voor Olie en Gas, het Staatsinstituut voor Pedagogiek van Tobolsk en de Staatsuniversiteit van Tomsk voor Beheerssystemen en Radio-elektronica.

## Partnerstad
- Kassel (Duitsland)